# Alleyn-et-Cawood
Pour les articles homonymes, voir Alleyn et Cawood (homonymie).
Alleyn-et-Cawood est une municipalité de village du Québec, située dans la municipalité régionale de comté de Pontiac et dans la région administrative de l'Outaouais.

## Toponymie
Son nom vient de celui des cantons d'Alleyn et de Cawood. Alleyn fait référence à Charles Joseph Alleyn (1817-1890), avocat, homme politique et fonctionnaire d'origine irlandaise alors que Cawood fait allusion à une petite ville du comté de York en Angleterre.

## Géographie
La rivière Kazabazua traverse la municipalité du sud-ouest vers le nord-est jusqu'à Danford Lake(d) dans l'est de la municipalité. La rivière Picanoc traverse le nord de la municipalité d'ouest en est.

## Démographie
| 1991 | 1996 | 2001 | 2006 | 2011 | 2016 | 2021 |
| ---- | ---- | ---- | ---- | ---- | ---- | ---- |
| 195  | 185  | 179  | 248  | 193  | 172  | 229  |

| Langue              | Population | Pct (%) |
| ------------------- | ---------- | ------- |
| Anglais seulement   | 185        | 74,00 % |
| Français seulement  | 65         | 26,00 % |
| Anglais et Français | 0          | 0,00 %  |
| Autres langues      | 0          | 0,00 %  |

## Administration
Les élections municipales se font en bloc pour le maire et les six conseillers.
| Alleyn-et-Cawood Maires depuis 2001                                                                                  |                         |         |          |
| Élection | Maire                   | Qualité | Résultat |
| 2001 | Joseph Squitti          |         | Voir     |
| 2005 | Joseph Squitti          | Voir    |          |
| 2009 | Charlene Scharf-Lafleur |         | Voir     |
| 2013 | Carl Mayer              |         | Voir     |
| 2017 | Carl Mayer              | Voir    |          |
| 2021 | Carl Mayer              | Voir    |          |
| Élection partielle en italique Depuis 2005, les élections sont simultanées dans toutes les municipalités québécoises |                         |         |          |